# Satisfacción con la vida
La satisfacción con la vida es la forma en que las personas muestran sus emociones, sentimientos (estados de ánimo) y cómo se sienten acerca de sus perspectivas y opciones para el futuro.  Es una medida del bienestar evaluado en términos de estado de ánimo, satisfacción con las relaciones, objetivos alcanzados, autoconceptos y capacidad autopercibida para hacer frente a la vida diaria. La satisfacción con la vida implica una actitud favorable hacia la vida en lugar de una evaluación de los sentimientos actuales. La satisfacción con la vida se ha medido en relación con la posición económica, el grado de educación, las experiencias, la residencia, entre muchos otros temas.
La satisfacción con la vida es una parte clave del bienestar subjetivo, junto con el equilibrio afectivo. 
La meditación y estar en el presente, nos ayuda a tener una perspectiva más consciente del ser. Esto implica auto descubrirnos y observar una perspectiva más completa de nuestra personalidad. La espiritualidad no es una religión, se entiende más como una forma de vida y entendimiento con el mundo que nos rodea.
Igualmente dentro de la filosofía oriental, podemos encontrar términos y conceptos que abarcan o llevan a la satisfacción de la vida, tales como el término Sukha en la filosofía budista; o el concepto japonés de Ikigai.

## Factores que afectan la satisfacción con la vida.

### Personalidad
Uno de los conceptos principales de la personalidad es el modelo de factores Big Five. Este modelo ilustra lo que algunos investigadores creen que son los componentes básicos de la personalidad de cada individuo. Este modelo considera las dimensiones de apertura a la experiencia, conciencia, extraversión, amabilidad y neuroticismo. En un estudio realizado por Deneve y Cooper en 1998, se analizaron varios estudios con ciertos cuestionarios de personalidad que vinculaban el bienestar subjetivo y las medidas de personalidad. Descubrieron que el neuroticismo era el predictor más fuerte de la satisfacción con la vida. El   neuroticismo también está relacionado con personas que tienen dificultades para decidirse, y es común en personas que padecen enfermedades mentales. El factor de personalidad "apertura a la experiencia" se correlaciona positivamente con la satisfacción con la vida. Además de las dimensiones de personalidad estudiadas en el modelo Big Five, el rasgo del cronotipo se ha relacionado con la satisfacción con la vida; Las personas orientadas a la mañana ("alondras") mostraron una mayor satisfacción con la vida que las personas orientadas a la noche ("búhos").
La socialización frecuente también puede contribuir al bienestar general. Se ha demostrado que el apoyo social a través de otros afecta al bienestar de los adultos y a la salud general de esas personas. Por lo tanto, las personas que tienden a comunicarse y que se consideran más abiertas a los demás tendrían un mayor nivel de satisfacción con la vida. 
Se ha demostrado que la heredabilidad tiene un efecto sobre cómo se le clasifica a uno en términos de satisfacción con la vida. La heredabilidad juega un papel tanto en la personalidad como en las experiencias individuales. La investigación sugiere que la heredabilidad puede influir en la satisfacción de la vida hasta cierto punto. Este estudio encontró que no había diferencias individuales entre hombres y mujeres en términos de la heredabilidad de la satisfacción con la vida, sin embargo, los elementos de personalidad que se vieron afectados por la heredabilidad parecían tener un efecto en su satisfacción con la vida en general. 
Se ha sugerido también que ser capaz de lidiar independientemente con las emociones negativas puede influir en la satisfacción de la vida a largo plazo. Tener una personalidad capaz de manejar adecuadamente emociones como la ira, la angustia o el odio puede ser beneficioso cuando se trata con sentimientos similares más adelante en la vida. Las personas que son más tranquilas tienden a lidiar con sus emociones negativas de manera diferente a alguien que es tenso. Estas diferencias individuales pueden influir en la forma en que las personas manejan los problemas en el presente y cómo manejarán situaciones similares en el futuro. 

### Autoestima
La Escala de Satisfacción con la Vida (SWLS, por sus siglas en inglés) es una escala única utilizada por la UNESCO, la CIA, la New Economics Foundation, la OMS, la base de datos Veenhoven, el Latinbarómetro, el Afrobarómetro y el ACNUDH para medir la forma en que uno se ve a sí mismo, su autoestima, bienestar y felicidad general con la vida. Los modelos anteriores mostraron que las opiniones positivas y la satisfacción con la vida estaban completamente mediadas por el concepto de autoestima, junto con las diferentes formas en que las personas perciben las ideas y los eventos. Varios estudios encontraron que la autoestima desempeña un papel definitivo al influir en la satisfacción con la vida. Cuando una persona se conoce a sí misma y su valía, se ve impulsada a pensar de manera positiva. También hay un modelo homeostático que respalda estos hallazgos.  

### Forma de ver la vida
El estado de ánimo y la perspectiva de la vida de una persona también pueden influir en su propia percepción de su satisfacción con la vida. Hay dos tipos de emociones que pueden influir en cómo las personas perciben sus vidas. La esperanza y el optimismo consisten en procesos cognitivos que generalmente están orientados hacia el logro de objetivos y la percepción de esos objetivos. Además, el optimismo está relacionado con una mayor satisfacción con la vida, mientras que el pesimismo está relacionado con los síntomas de la depresión.
Según Seligman, cuanto más felices son las personas, menos se centran en los aspectos negativos de sus vidas. Las personas más felices también tienen una mayor tendencia a agradar a otras personas, lo que promueve un ambiente más feliz. Esto se correlaciona con un mayor nivel de satisfacción de la persona con su vida, debido a la noción de que la constructividad con los demás puede influir positivamente en la satisfacción de la vida. Sin embargo, otros investigadores han encontrado que la satisfacción con la vida es compatible con estados emocionales profundamente negativos como la depresión.
La terapia de revisión de la vida utilizando la práctica de recuperación autobiográfica para adultos de edad avanzada con síntomas depresivos, en un estudio realizado por Serrano JP, Latorre JM, Gatz M y Montanes J, del Departamento de Psicología de la Universidad de Castilla-La Mancha, demostró que, con un aumento de especificidad de los recuerdos, los individuos muestran una disminución de la depresión y la desesperanza y una mayor satisfacción con la vida. La prueba fue diseñada para medir la capacidad de los participantes para recordar una memoria específica en respuesta a una palabra clave mientras se está cronometrando.  
Se propusieron treinta palabras clave; incluidas cinco palabras clasificadas como 'positivas' (p. ej., graciosas, afortunadas, apasionadas, felices, esperanzadas), cinco como 'negativas' (infructuosas, infelices, tristes, abandonadas, sombrías) y cinco como 'neutrales' (trabajo, ciudad, hogar, zapatos, familia); se presentaron oralmente en un orden fijo y alterno a cada miembro de un grupo focal. Para asegurarse de que los participantes entendieran las instrucciones, se proporcionaron ejemplos de recuerdos "generales" (por ejemplo, veranos en la ciudad) y recuerdos "específicos" (por ejemplo, el día que me casé). Para cada palabra clave, se les pidió a los participantes que compartieran un recuerdo evocado por esa palabra. El recuerdo tenía que ser de un evento que debería haber ocurrido solo una vez, en un momento y lugar en particular y que no duró más de un día. Si la persona no pudo encontrar un recuerdo en 30 segundos, entonces esa instancia no se contaba. Dos psicólogos sirvieron como evaluadores y calificaron independientemente las respuestas de cada participante. Cada memoria se etiquetó como "específica", si el evento recuperado no duró más de un día, o, de lo contrario, como "general". Los evaluadores no fueron informados con respecto a las hipótesis del estudio, la membresía del grupo experimental (control), ni el contenido de la prueba previa o posterior. 

### Edad
Los psicólogos Yuval Palgi y Dov Shmotkin (2009) estudiaron a personas que tenían alrededor de noventa años. Se descubrió que este grupo temático tenía muy buena opinión de su pasado y presente. Pero, en general, el grupo pensaba menos de su futuro. Estas personas estaban muy satisfechas con su vida hasta el momento en que fueron encuestadas, pero sabían que el final estaba cerca y, por lo tanto, no tenían tantas esperanzas para el futuro. La inteligencia también es un factor porque la satisfacción con la vida crece a medida que las personas envejecen; A medida que envejecen, se vuelven más sabios y más conocedores, por lo que comienzan a ver la vida mejor y comprender más las cosas importantes de la vida.
Se ha registrado que los adolescentes parecen tener un menor nivel de satisfacción con la vida que sus homólogos mayores. Esto podría deberse a que muchas de sus decisiones son inminentes, y un adolescente podría enfrentarlas por primera vez en su vida. Aunque muchos adolescentes tienen inseguridades sobre muchos aspectos de sus vidas, la satisfacción con los amigos se mantuvo en un nivel constante. Se supone que esto se debe a que pueden identificarse con aquellos en su grupo de edad sobre otros grupos de edad. En este mismo estudio, los investigadores encontraron que la satisfacción con la familia disminuyó. Esto podría deberse a que las figuras parentales implementan más reglas y regulaciones, y los adolescentes tienden a demonizar a quienes los controlan. Además, se encontró que la satisfacción con la vida en términos de sexualidad aumentó. Esto se debe a que a esta edad, muchos adolescentes alcanzan la madurez sexual, lo que puede alentarlos a encontrar la verificación y la satisfacción en la idea de una relación sexual.

### Eventos y experiencias de la vida.

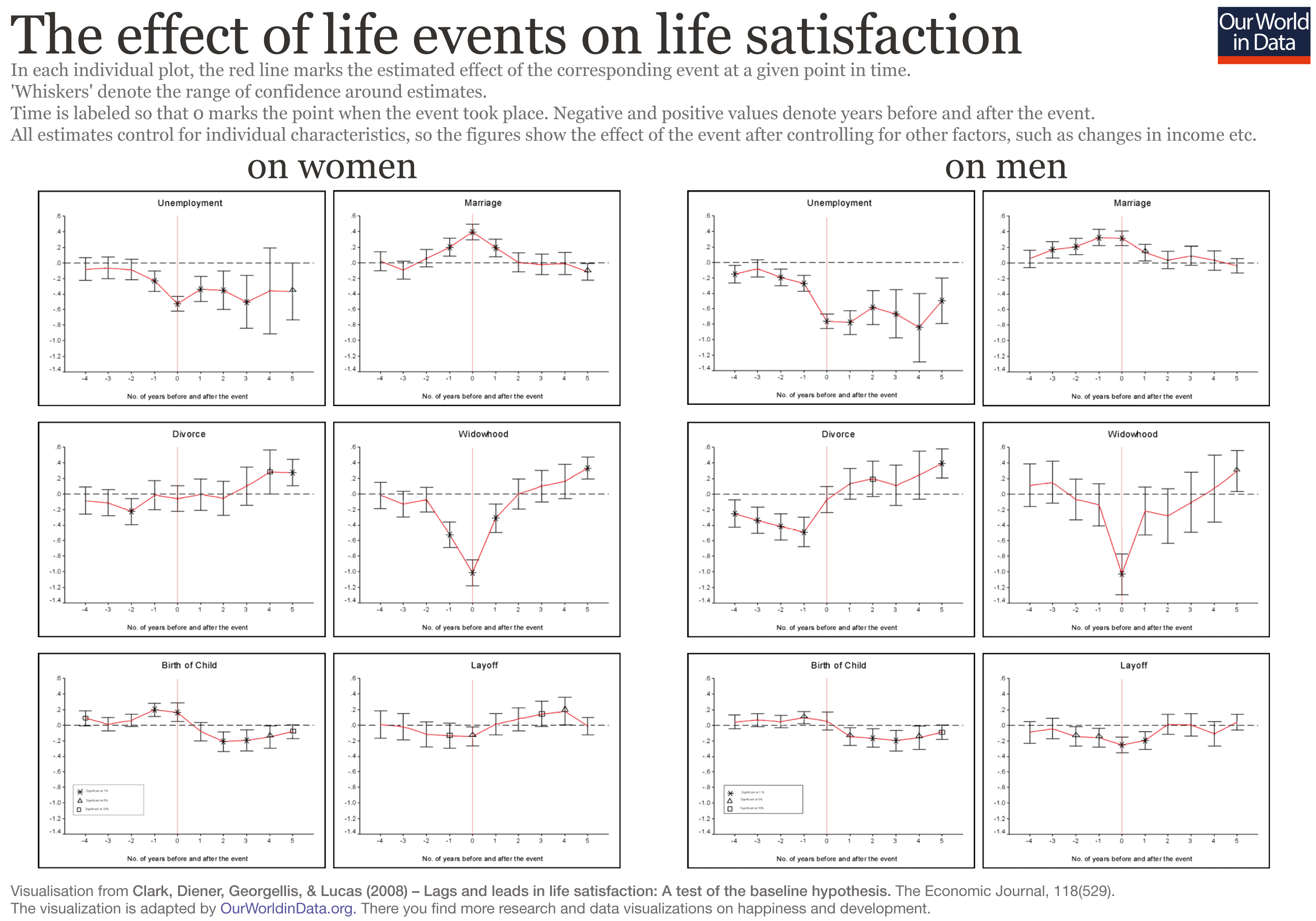
El efecto de los acontecimientos vitales en la satisfacción vital. Los acontecimientos vitales suelen afectar a la felicidad a corto plazo, pero las personas suelen adaptarse a los cambios.

Se ha sugerido que hay varios factores que contribuyen a nuestro nivel de satisfacción con la vida. Las experiencias son tanto de eventos agudos (por ejemplo, muerte de un ser querido) como experiencias crónicas diarias (por ejemplo, discordia familiar continua) que influyen en los autoinformes de satisfacción con la vida.  
El libro "Más feliz" del profesor de Harvard Tal Ben-Shahar sostiene que la felicidad debe ser el objetivo final de una persona, el factor principal para evaluar opciones alternativas. Como implica el título,  recomienda que busquemos una experiencia inmediata y alegre de manera que contribuya a una satisfacción significativa a más largo plazo. Además, Ben-Shahar argumenta que la búsqueda de objetivos genuinos y motivados, en lugar de solo placer instantáneo, da como resultado una combinación óptima de felicidad a corto y largo plazo. 
Las diferencias en la experiencia pueden determinar en gran medida la forma en que observamos y nos relacionamos con el mundo que nos rodea. Puede influir en la forma en que hablamos con las personas, la forma en que actuamos en público y nuestra perspectiva general. Estas experiencias que dan forma a la manera en que pensamos sobre nuestro entorno afectan nuestra satisfacción vital. Alguien que tiene la tendencia a ver el mundo con una luz más negativa puede tener un nivel de satisfacción completamente diferente que alguien que admira constantemente la belleza de su entorno.

### Efectos estacionales
Un estudio reciente analiza los ritmos dependientes del tiempo en la felicidad comparando la satisfacción con la vida entre semana (neurosis de fin de semana), días del mes (efectos negativos hacia el final del mes) y año con el género y la educación, y describe las diferencias observadas. Principalmente durante los meses de invierno del año puede afectarnos un inicio de depresión, lo que se denomina trastorno afectivo estacional (SAD). Es recurrente, comienza en los meses de otoño o invierno y remite en primavera o verano. Se dice que aquellos que experimentan este trastorno generalmente tienen antecedentes de trastorno depresivo o bipolar mayor, que puede ser hereditario y afectar a un miembro de la familia. 
Se presume que el trastorno afectivo estacional es causado por la disminución de la exposición a la luz ambiental que puede conducir a cambios en los niveles del neurotransmisor químico serotonina. La disminución de los niveles de serotonina activa aumenta los síntomas depresivos. Actualmente hay algunas terapias de tratamiento para ayudar a paliar el trastorno afectivo estacional. La primera línea de terapia es la terapia de luz que implica la exposición a una luz blanca brillante que imita la luz exterior, contrarrestando la presunta causa del TAE. Debido a los cambios en los niveles neuroquímicos, los antidepresivos son otra forma de terapia. Además de la terapia de luz y los antidepresivos, existen varias alternativas que incluyen agomelatina, melatonina, intervenciones psicológicas, así como cambios en la dieta y el estilo de vida. 
La investigación ha encontrado que el inicio de SAD generalmente ocurre entre las edades de 20-30 años, pero la mayoría de las personas afectadas no buscan ayuda médica. Esto podría deberse al estigma de los problemas de salud mental. Muchos de ellos tienen miedo de decir que están sufriendo y prefieren ocultarlo. 

### Valores
Se propone en general que la satisfacción con la vida proviene de un individuo en función de sus valores personales y de lo que él o ella considera importante. Para algunos lo es la familia, para otros el amor y para otros es el dinero u otros artículos materiales. De cualquier manera, varía de una persona a otra. El materialismo económico puede considerarse un valor. Investigaciones anteriores encontraron que los individuos materialistas eran predominantemente hombres, y que las personas materialistas también informaron un nivel de satisfacción con la vida más bajo que sus contrapartes no materialistas. Lo mismo puede decirse de las personas que valoran el dinero antes que ayudar a otras personas. Esto se debe a que el dinero que tienen puede comprarles los activos que consideran valiosos. Las personas materialistas están menos satisfechas con la vida porque constantemente quieren más y más pertenencias, y una vez que se obtienen esas pertenencias pierden valor, lo que a su vez hace que estas personas quieran más pertenencias y el ciclo continúa. Si estos individuos materialistas no tienen suficiente dinero para satisfacer sus ansias de más artículos, se vuelven más insatisfechos. Esto se ha denominado una cinta de correr hedónica.  
Las personas que informaban dar un alto valor a las tradiciones y la religión informaron de un mayor nivel de satisfacción con la vida. Esto también es cierto para los feligreses habituales y las personas que rezan con frecuencia. Otras personas que informaban de niveles más altos de satisfacción con la vida fueron las personas que valoraban la creatividad y las personas que valoraban el respeto hacia y desde los demás, dos cualidades más que aparentemente no estaban relacionadas con los bienes materiales.  Debido a que a veces surgen tiempos difíciles y a menudo las personas cuentan con sus compañeros y familiares para ayudarlos, no es sorprendente que se haya informado un mayor nivel de satisfacción con la vida de las personas que tenían apoyo social, ya sea de amigos, de familiares o de la iglesia.  
Se descubrió que las personas que valoraban personalmente los artículos materiales estaban menos satisfechas en general en la vida que las personas que atribuían una mayor cantidad de valor a las relaciones interpersonales. De acuerdo con los hallazgos anteriores, también es justo decir que la noción de cómo uno se valora a sí mismo juega un papel en cómo alguien considera su propia vida. Las personas que se enorgullecen de sí mismas al mantenerse mental y físicamente en forma tienen niveles más altos de satisfacción con la vida simplemente debido al contenido de su día. Estos valores se unen para determinar cómo alguien se ve a la luz de los demás. 

### Cultura
Se refiere a una definición de cultura en referencia a valores y creencias sociales profundamente arraigados. La cultura afecta el bienestar subjetivo. El bienestar incluye tanto la satisfacción general de la vida como el equilibrio relativo del afecto positivo versus el afecto negativo en la vida diaria. La cultura dirige la atención a diferentes fuentes de información para hacer los juicios de satisfacción con la vida, lo que afecta la evaluación subjetiva del bienestar. 
Las culturas individualistas dirigen la atención a los estados y sentimientos internos (como los afectos positivos o negativos), mientras que en las culturas colectivistas la atención se dirige a las fuentes externas (es decir, adherirse a las normas sociales o cumplir con los deberes propios). De hecho, Suh et al. (1998) encontraron que la correlación entre la satisfacción con la vida y la prevalencia del afecto positivo es mayor en las culturas individualistas, mientras que en las culturas colectivistas el afecto y el cumplimiento de las normas son igualmente importantes para la satisfacción con la vida. La mayoría de las sociedades occidentales modernas, como los Estados Unidos y los países europeos, están dirigidas hacia el individualismo, mientras que las sociedades orientales como China y Japón, están dirigidas hacia el colectivismo. Los miembros de una cultura colectivista enfatizan profundamente la unidad que uno tiene con sus familias. Ponen las necesidades de los demás antes que sus deseos individuales. Una cultura individualista está orientada hacia los logros personales y señala un fuerte sentido de competencia. Se espera que cada uno cargue su propio peso y confíe en sí mismo. Se dice que Estados Unidos es uno de los países más individualistas y, por otro lado, Corea y Japón son algunos de los países más colectivistas. Sin embargo, ambos grupos tienen sus defectos. Con un enfoque individualista, uno está inclinado a experimentar posiblemente la soledad. Mientras tanto, aquellos inmersos en una cultura colectivista, pueden ser propensos a tener un sentimiento de consternación por el rechazo. 

### Familia
La satisfacción con la vida también puede verse influenciada por la familia. La satisfacción de la vida familiar es un tema pertinente ya que la familia influencia de alguna manera y la mayoría de las personas se esfuerza por tener altos niveles de satisfacción en la vida, así como dentro de su propia familia. Según lo expresado por Gary L. Bowen en su artículo, "Satisfacción de la vida familiar: un enfoque basado en el valor", la satisfacción de la vida familiar se ve reforzada por la capacidad de los miembros de la familia de realizar conjuntamente sus valores de comportamiento relacionados con la familia. Es importante examinar la satisfacción de la vida familiar de todos los miembros de la familia desde una perspectiva "percibida" y una perspectiva "ideal". La mayor satisfacción con la vida dentro de una familia aumenta a través de la comunicación y la comprensión de las actitudes y percepciones de cada miembro. Una familia puede marcar la diferencia para la satisfacción de la vida de alguien. 
Según el artículo "Características del sistema familiar, comportamientos parentales y satisfacción de la vida adolescente" de Carolyn S. Henry, la satisfacción de la vida adolescente tiene orígenes muy diferentes a la satisfacción de la vida de los adultos. La satisfacción de la vida de un adolescente está fuertemente influenciada por la dinámica y las características de su familia. El vínculo familiar, la flexibilidad familiar, el apoyo de los padres son factores importantes para la satisfacción de la vida del adolescente. Mientras más vínculo, flexibilidad y apoyo haya dentro de una familia, mayor será la satisfacción con la vida del adolescente. Los resultados de este estudio también revelaron que los adolescentes que viven en un hogar familiar monoparental tenían una satisfacción vital significativamente menor que los adolescentes en un hogar con dos padres. Por otro lado la edad de un adolescente es extremadamente importante en términos de satisfacción con la vida debida a su familia (Henry). 
La familia también se relaciona con la satisfacción con la vida de una manera muy diferente: la decisión de una mujer de tener hijos o no. En el artículo "Relación entre la búsqueda de información en la decisión de tener hijos y la satisfacción de la vida para padres y no padres" de Carole K. Holahan, se revela que las mujeres sin hijos tienen una satisfacción con la vida mucho mayor que las mujeres con hijos. Las mujeres que conscientemente decidieron no tener hijos en general tuvieron una muy alta satisfacción con la vida. Se descubrió que la mayor parte de la satisfacción con la vida provenía de sus carreras en lugar de sus hijos.  
Estas son solo generalizaciones y la satisfacción con la vida proviene de muchas fuentes diferentes que son únicas y diferentes para cada persona. La satisfacción con la vida puede cambiar todo el tiempo de eventos, situaciones, implicaciones familiares y muchas cosas diferentes que deben tenerse en cuenta. 
Por otro lado, la satisfacción con la vida también se ve afectada por la paternidad y en las parejas que deciden introducir a los niños en su relación. La investigación ha demostrado que los adultos con niños son menos felices (McLanahan y Adams 1987) debido a una menor satisfacción con la vida, menos satisfacción conyugal, más ansiedad y más depresión. 

### Carrera
Una carrera satisfactoria es un componente importante de la satisfacción con la vida. Hacer algo significativo en una capacidad productiva contribuye al sentimiento de satisfacción con la vida. Esta noción de logro está relacionada con el impulso vital de una persona. La necesidad de logro es una parte esencial para convertirse en una persona completamente funcional, y si alguien se siente realizado, sería más capaz de ver aspectos positivos en su vida; mejorando así su satisfacción vital 
Internacionalmente, el salario que se gana se considera importante y por ello los niveles de ingresos muestran una correlación moderada con las evaluaciones individuales de satisfacción con la vida. Sin embargo, en las naciones desarrolladas, la conexión es débil y desaparece en su mayor parte cuando las personas ganan suficiente dinero para satisfacer las necesidades básicas (Kahneman y Deaton 2010; Diener et al., 2010; Myers y Diener, 1995). 

### Criterios sociales
Daniel Kahneman opina que "La satisfacción con la vida está relacionada en gran medida con los criterios sociales: lograr objetivos, cumplir con las expectativas". Sin embargo, los fugaces sentimientos de felicidad no se suman a la satisfacción de la vida. Mirando hacia atrás, una persona que ha tenido muchos momentos felices puede no sentirse satisfecha en general.
Según Kahneman la satisfacción es retrospectiva pero la felicidad ocurre en tiempo real. Kahneman, descubrió que las personas se cuentan una historia sobre sus vidas, que puede ser o no agradable. La memoria es duradera y los sentimientos pasajeros. Según él  una persona que sabe que puede ir de viaje y que no podrá tomar ninguna foto, podría elegir no ir. La razón es que hacemos las cosas anticipando la creación de recuerdos satisfactorios. Estamos menos interesados en pasar un buen rato. Esta teoría ayuda a explicar nuestra cultura actual impulsada por las redes sociales. Nos importa menos disfrutar de nosotros mismos que presentar la apariencia de una existencia envidiable. Estamos preocupados por cuantificar amigos y seguidores en lugar de pasar tiempo con las personas que nos gustan. Y en última instancia, esto nos hace miserables.